# Academia Británica
La Academia Británica es la academia nacional de humanidades y ciencias sociales del Reino Unido. Fue establecida por un estatuto real en 1902 y pertenecen a ella más de 800 miembros. La Academia es un organismo independiente que se autogobierna.
Ser elegido como miembro de la Academia Británica supone el reconocimiento de una alta distinción académica en alguna de las ramas de humanidades o ciencias sociales, evidenciada por obras publicadas. Los miembros (Fellows) pueden utilizar en las cartas las siglas FBA detrás de sus nombres.
La Academia declara tener los siguientes objetivos:
- representar los intereses de los eruditos nacional e internacionacionalmente;
- dar reconocimiento a la excelencia;
- promover y apoyar el avance de la investigación;
- contribuir a la colaboración y el intercambio internacionales;
- promover el entendimiento público de la investigación; y
- publicar los resultados de la investigación;

## Presidentes de la Academia Británica, 1902-presente
- El Lord Reay 1902-1907
- Sir Edward Maunde Thompson 1907-1909
- Samuel Butcher 1909-1910
- Sir Adolphus Ward 1911-1913
- The Viscount Bryce 1913-1917
- Frederic G. Kenyon 1917-1921
- Arthur Balfour 1921-1928
- H. A. L. Fisher 1928-1932
- John William Mackail 1932-1936
- David Ross 1936-1940
- John Clapham 1940-1946
- Idris Bell 1946-1950
- Charles Kingsley Webster 1950-1954
- George Norman Clark 1954-1958
- Maurice Bowra 1958-1962
- Lionel Robbins 1962-1967
- Kenneth Clinton Whearee 1967-1971
- Denys Lionel Page 1971-1974
- Isaiah Berlin 1974-1978
- Kenneth Dover 1978-1981
- Owen Chadwick 1981-1985
- Randolph Quirk 1985-1989
- Anthony Kenny 1989-1993
- Keith Thomas 1993-1997
- Tony Wrigley 1997-2001
- Garry Runciman 2001-2004
- Onora O'Neill 2005-2009
- Edward Adam Roberts 2009-2013
- Nicholas Stern 2013–2017
- David Cannadine 2017–2021
- Julia Black 2021–